# 오스트레일리아 고양이 연맹
오스트레일리아 고양이 연맹(Australia Cat Federation, ACF)은 1972년에 설립된 오스트레일리아의 고양이 협회이다. 목표는 고양이의 번식을 개선하고, 새로운 품종을 인정하며, 대회에 관한 기준과 규칙을 지키는 것이다.

## 역사
이 협회는 1972년 오스트레일리아 국립 고양이 연맹(ANCF)이라는 이름으로 설립되었다. 최초의 ANCF 고양이 쇼는 1973년 애들레이드에서 조직되었다. ANCF는 같은 해에 두 달에 한 번 발행되는 내셔널 캣(National Cat)을 창간하였다. 이 협회는 1975년에 현재의 이름을 오스트레일리아 고양이 연맹으로 정했다.
1982년, 협회는 소말리아 고양이뿐만 아니라 보라색과 초콜릿 색깔의 페르시아 고양이를 인정했다. 1984년 AFC는 국제 고양이 연맹이 정한 기준을 채택했다.
1991년 ACF는 랙돌을 인정했다. 1993년 캣쇼에서는 오스트레일리아의 심판 방식이 도입되었다. 킴릭은 1995년에 공인되었다. 1997년에는 재패니즈 밥테일, 스코티시 폴드, 싱가푸라, 통키니즈, 벵갈 고양이, 1999년에는 스핑크스, 버밀라, 오시캣이 인정되었다.
2001년, ACF는 세계 고양이 회의(WCC)를 개최하고 셀커크 렉스 고양이를 처음 등록했다. 이 협회가 설립된 이후, 다른 오스트레일리아 고양이 협회인 코디네이션 캣 카운슬 오브 오스트레일리아(CCA)와 함께 공동 번식 등록부를 만드는 것에 대한 많은 주장이 제기되어 왔다.

## 같이 보기
- 고양이의 품종 목록